# 가산 센트럴 푸르지오시티
가산 센트럴 푸르지오시티(영어: Gasan Central Furgio City)는 대한민국 서울특별시 금천구 가산동에 위치한 오피스텔으로 지하 2층 ~ 지상 20층, 3개 동, 전용면적 17~35m2, 총 1,454여 가구로 구성된 서울특별시 금천구 가산동에 들어선 오피스텔이다. 서울특별시 금천구 가산동에 건축되는 오피스텔로 코리아신탁(주)이 시행하고 시공사는 대우건설이 맡았다. 2018년에 착공하여 2020년 7월에 입주했다.

## 구성
오피스텔은 A동, B동, C동으로 구성되어 있다.
| 동 명칭 | 층수 |
| ------- | ---- |
| A동     | 20층 |
| B동     | 20층 |
| C동     | 20층 |